# Centaurea montana
Pour les articles homonymes, voir Bleuet.
Espèce
Classification APG III (2009)
Synonymes
Cyanus montanus (L.) Hill, 1768

La Centaurée des montagnes, Bleuet des montagnes, ou le Bleuet vivace (Centaurea montana L.), est une espèce de plantes à fleurs de la famille des Astéracées (Centaurea à ne pas confondre avec Centaurium). La plante est parfois appelée Barbeau des montagnes, Bleuet de montagne, Jacée de montagne ou Jacée des montagnes.

## Étymologie
« Centaurée » vient du mot centaurea qui en latin et en grec se référait à diverses plantes médicinales mal déterminées. Ce mot, lui-même, est issu du grec kentauros, centaure, car elles étaient associées au centaure Chiron, le précepteur d'Héraclès et connaisseur de la médecine par les plantes.
Le nom de l'espèce, montana, lui a été donné car on la retrouve souvent en montagne.

## Description générale

### Port général
Cette centaurée est une plante herbacée vivace mesurant, en général, entre 20 et 60 cm de hauteur pour 30 à 60 cm en largeur. Elle peut être plus ou moins grande selon les variétés.
C'est une plante à souche épaisse et tapissante,,. Elle produit des rhizomes stolonifères.

### Appareil végétatif
Le Bleuet vivace est une plante tétraploïde (4n=44). Ses parties aériennes sont pubescentes aranéeuses, ce qui signifie qu’elles possèdent des poils fins, mous et entrecroisés. Ses feuilles larges, longues de 5 à 6 cm, sont sessiles, longuement décurrentes et positionnées de manière alterne. Elles sont lancéolées ou parfois lancéolée-oblongues. Leur bordure peut être légèrement dentée bien que les feuilles soient principalement entières à pennatifides. Elles sont laineuses à revers et le feuillage est caduc,.

### Appareil reproducteur

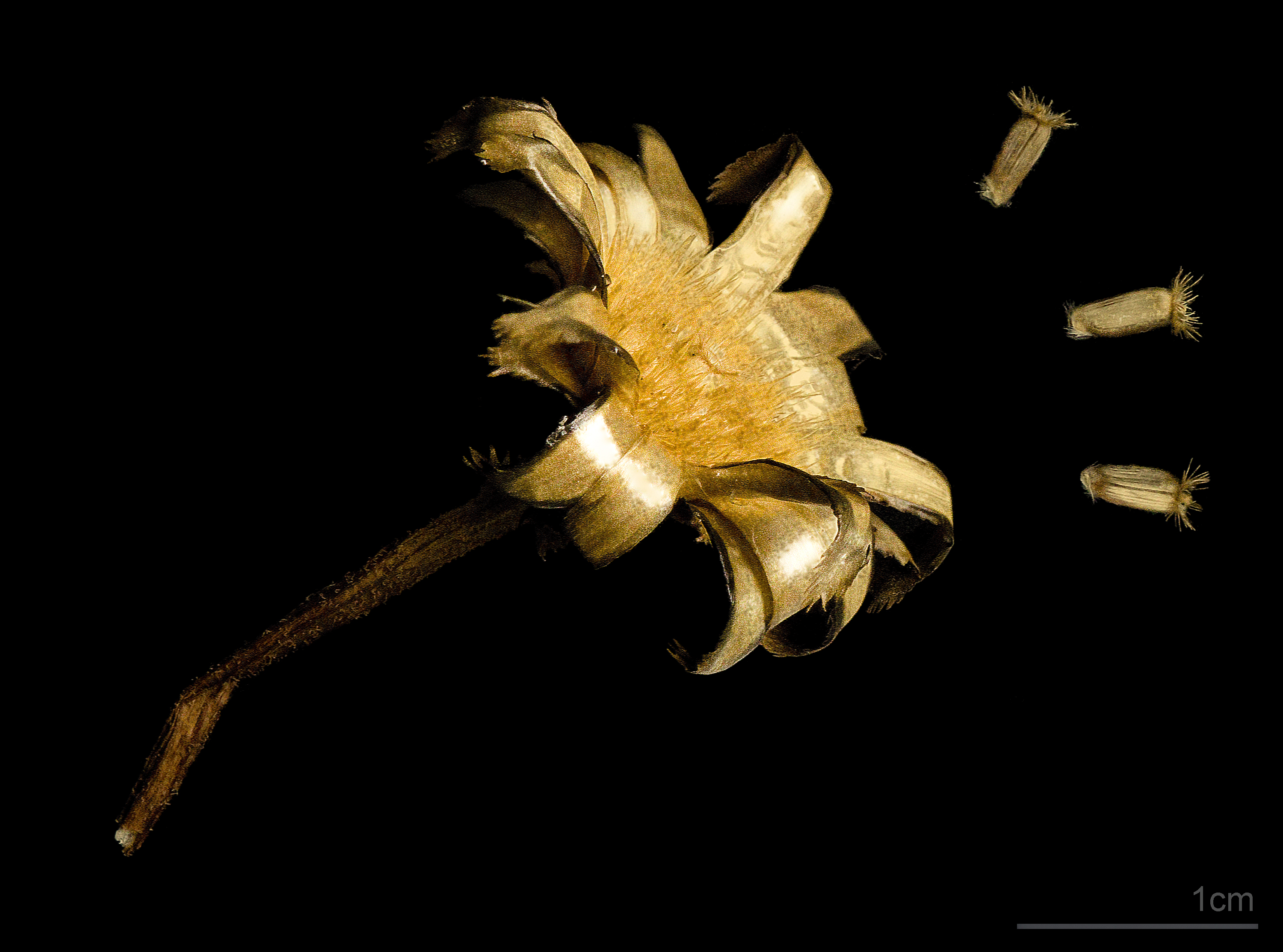
Centaurée des montagnes, fruits et graines.

Les fleurs internes sont hermaphrodites alors que les externes sont stériles. Les fleurs extérieures, rayonnantes,sont bleues alors que les fleurs centrales sont bleues-roses. Elles sont toutes tubulées. L'inflorescence est une cyme de capitules d'environ 5 cm de diamètre. Les involucres de ses capitules sont gros et ovoïdes, recouverts de folioles entourés d'une large bordure de cils noirs,. Les cymes se retrouvent presque toujours en position monocéphale, c'est-à-dire que la plante porte une seule inflorescence au bout d’une longue tige,,.
Le pollen est disposé dans les fleurs hermaphrodites dont la durée de vie est de 2 jours. En moyenne, la plante produit 37,9 fleurs par capitule. Son grain de pollen est de forme sphéroïde-prolate. Sa viabilité peut excéder 90 % selon les conditions, la production de pollen par le bleuet vivace étant sensible aux facteurs externes (chute de température ou manque d’eau). La plante peut fleurir de mai à juillet. La durée de sa floraison est de 29 à 52 jours selon les conditions dans lesquelles la plante se trouve. Ses fruits sont des akènes gros à aigrette blanchâtre.

## Écologie

### Répartition géographique
Le Bleuet vivace est observable dans toute l'Europe centrale et quelque peu en Asie. Il s'est établi de l'Ouest de l'Europe jusqu'à la Pologne, et au Nord-Ouest des Balkans. On le retrouve notamment en Autriche, Belgique, Bosnie-Herzégovine, Suisse, République tchèque, Allemagne, Espagne, France, Italie, Croatie, Liechtenstein, Slovénie, Slovaquie et Serbie,. En France, l'espèce est montagnarde et peut s’observer dans les Alpes, le Jura et plus localement, dans le Massif central et les Pyrénées.
Aux États-Unis, on le retrouve introduit dans quelques États, importé d'abord comme plante ornementale et puis échappé. Là, le bleuet vivace est même fortement invasif,. Il en est de même pour quelques provinces canadiennes.
La plante est aussi fortement répandue dans les jardins.

### Habitat
Ses milieux privilégiés sont les forêts fraîches, les coupes forestières, les prés fauchés et les pâtures. Elle pousse parfois dans des zones plus rocheuses. On la retrouve dans les montagnes jusqu’à l’étage subalpin et on peut la classer comme orophyte méridional. Elle pousse bien dans les zones ensoleillées à mi-ombre et les milieux assez humides même si elle peut supporter la sécheresse. Elle préfère les températures fraîches et peut résister jusqu'à -15 °C,,. On peut la trouver sur des sols caillouteux ou pauvres, du moment qu'ils sont bien drainés. Elle préfère les sols à pH neutre ou basique (sols calcaires ou basaltiques) et ne supporte absolument pas la salinité,.

### Dispersion des graines
Les akènes sont dispersés de manière anémochore.

### Pollinisateurs
Comme une bonne partie des Astéracées, le bleuet vivace est considéré comme une plante attirant les insectes. C'est une plante mellifère possédant un pollen de haute valeur calorique et qui contient une quantité relativement importante d'amidon et de graisses. Ce facteur est même constant phylogénétiquement parlant au sein des plantes de l’espèce. Les insectes prédominants sur les fleurs de cette centaurée sont les bourdons (77,7 % des insectes observés). On y trouve aussi, du plus au moins abondant, des abeilles communes, des abeilles solitaires, des diptères, de lépidoptères et des guêpes. La présence d'une quantité importante de bourdon par rapport aux autres types d'insectes est due à la longueur du tube corollaire. Celui-ci fait, en général, 7,2 mm ce qui est un désavantage pour les abeilles communes car elles ont une langue de 6,6 mm de long en moyenne, alors que les bourdons en possèdent une d’environ 7,8 mm.

### Phytophages
La plante abrite aussi des chenilles et des pucerons qui s’en nourrissent. On y retrouve, entre autres, la chenille du papillon Melitaea phoebe occitanica, le Mélitée des centaurées, et le puceron Brachycaudus helichrysi.
(Pour une liste plus complète des papillons utilisant les centaurées comme plantes hôtes pour leurs chenilles, voir Centaurea)

### Parasites
Au niveau maladies, la centaurée des montagnes est sujette à l'oïdium, la fusariose, le mildiou, la sclérotiniose et la rouille.

### Protection
Comme beaucoup de plantes à fleurs, le bleuet vivace subit des stress environnementaux et anthropogènes (pastoralisme, brulis, tourisme de ski, installation de champs, …),,. Cette plante étant considérée comme adventice, elle a souvent été arrachée ou éliminée au désherbant. Ainsi, cette espèce est protégée, notamment en France, dans les départements de Meurthe-et-Moselle, de la Meuse et de la Moselle.
En Belgique, elle fait l'objet de limitations de prélèvements, d'interdiction de commerce et de destruction intentionnelle par sa position d’espèce partiellement protégée.
En Suisse, par contre, le bleuet vivace n'est pas menacé dans la plupart des régions biogéographiques. Pourtant, dans certains cantons (Argovie et Thurgovie), une protection légale totale est mise en place.

## Propriétés et utilisation

### Usages médicinaux
Dans le genre Centaurea, beaucoup d'espèces ont longtemps été utilisées dans la médecine traditionnelle pour soigner diabètes, diarrhées, rhumatismes, hypertension, … Les fleurs contiennent des substances digestives et diurétiques. Les graines possèdent une grande quantité de flavonoïdes, de glycosides et d'indoles que l'on trouve dans beaucoup de produits pharmacologiques et médicinaux différents. La plante possède aussi des acétylènes, des lignines et des lignanes (comme l'artigénine) trouvables dans les parties aériennes.
Le bleuet vivace possède un indole alcaloïde dimérique, la montamine, qui a été isolé de ses graines et qui est unique à cette plante. Ce composé possède une activité cytotoxique et anti-cancer. Il aurait un effet contre le cancer du côlon. Après analyse, elle aurait une concentration inhibitrice médiane (CI 50) maximale de 43,9 µM, ce qui signifie qu’elle est plutôt efficace. On y trouve aussi la montanoside qui a aussi des activités anti-cancers mais qui est bien moins efficace (CI 50 = 153,4 µM).

### Plante ornementale
Souvent considéré comme plante adventice, le bleuet vivace est pourtant très prisé comme plante ornementale dans les jardins grâce à sa gamme de couleur variée et sa rusticité excellente, la rendant facile à cultiver. Il existe une quantité importante de cultivars pour cette centaurée dont les couleurs passent du blanc au pourpre voire noir en passant par le bleu,.

### Culture
Pour obtenir des plants, il faut les semer d’août à septembre ou bien bouturer des racines en hiver. Elle fournit ainsi des touffes très denses que l'on peut diviser en automne ou au printemps. Le tuteurage peut être nécessaire.

## Galerie

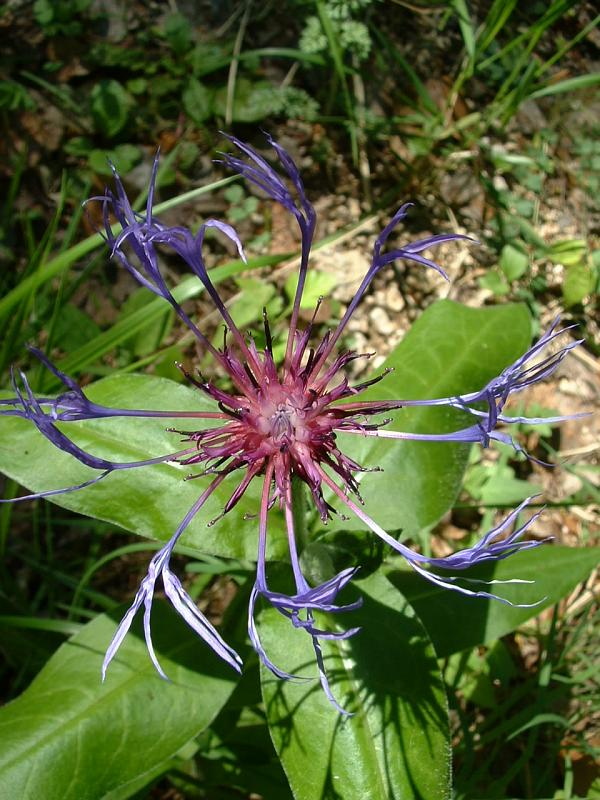
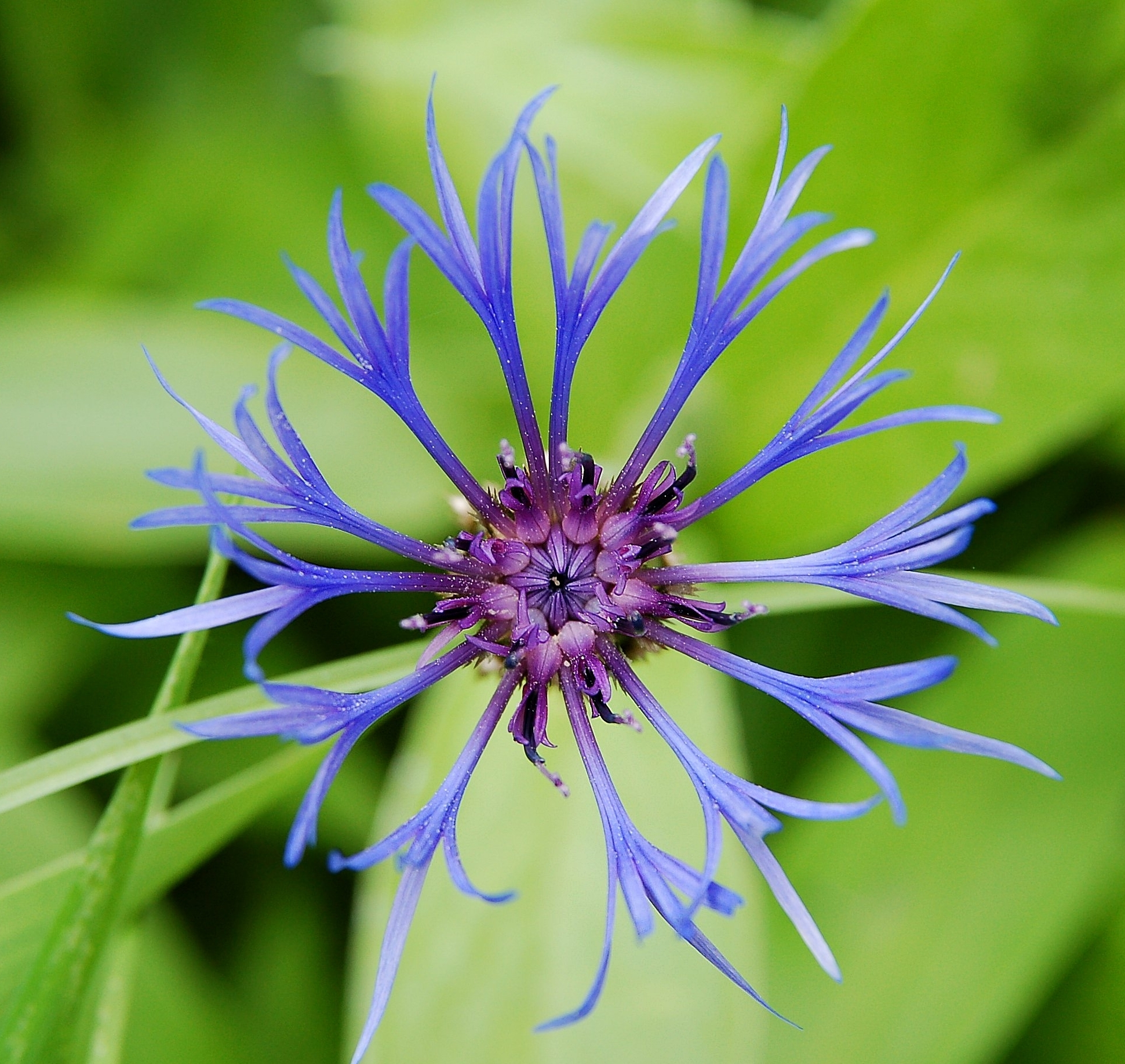
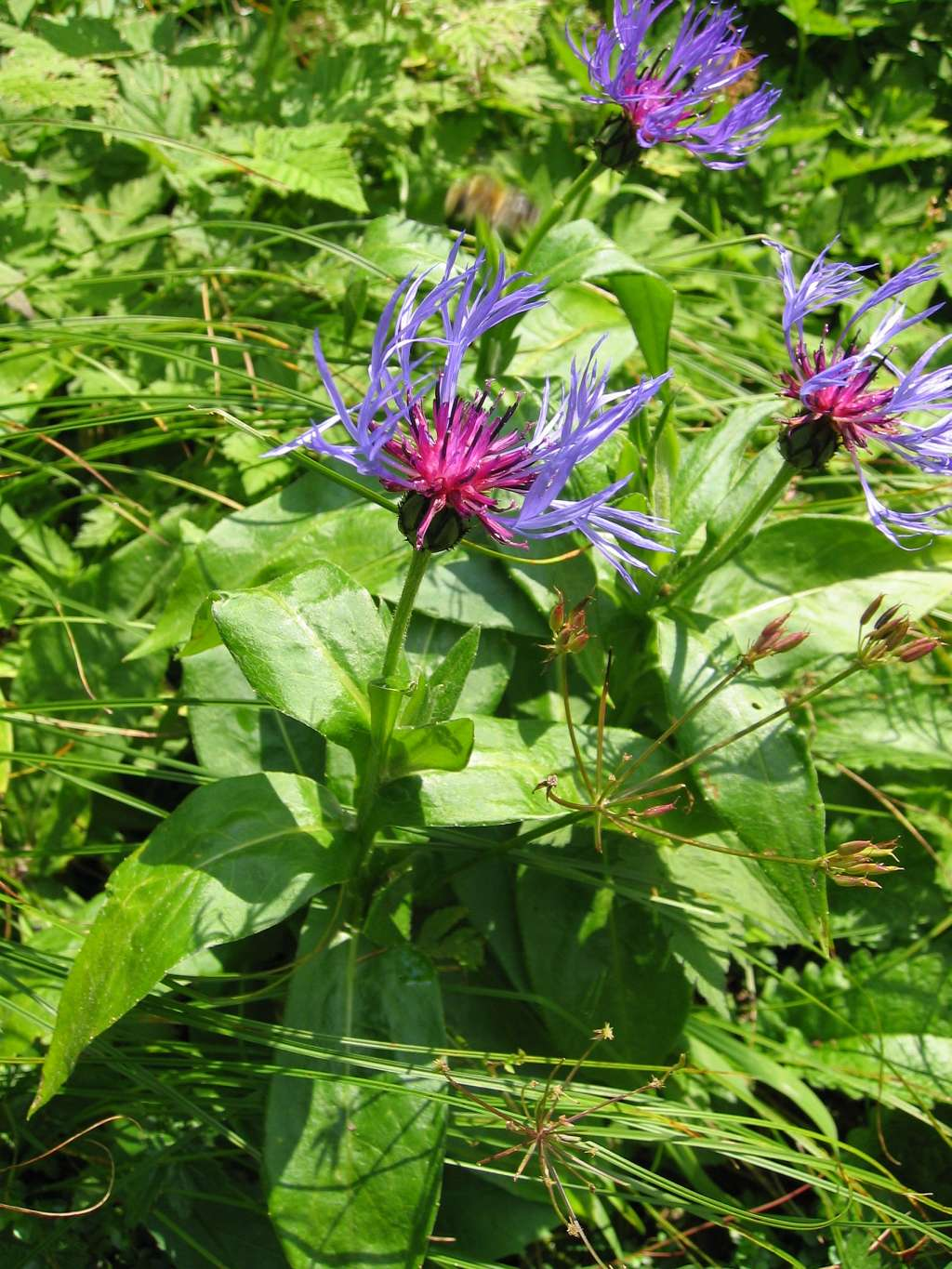
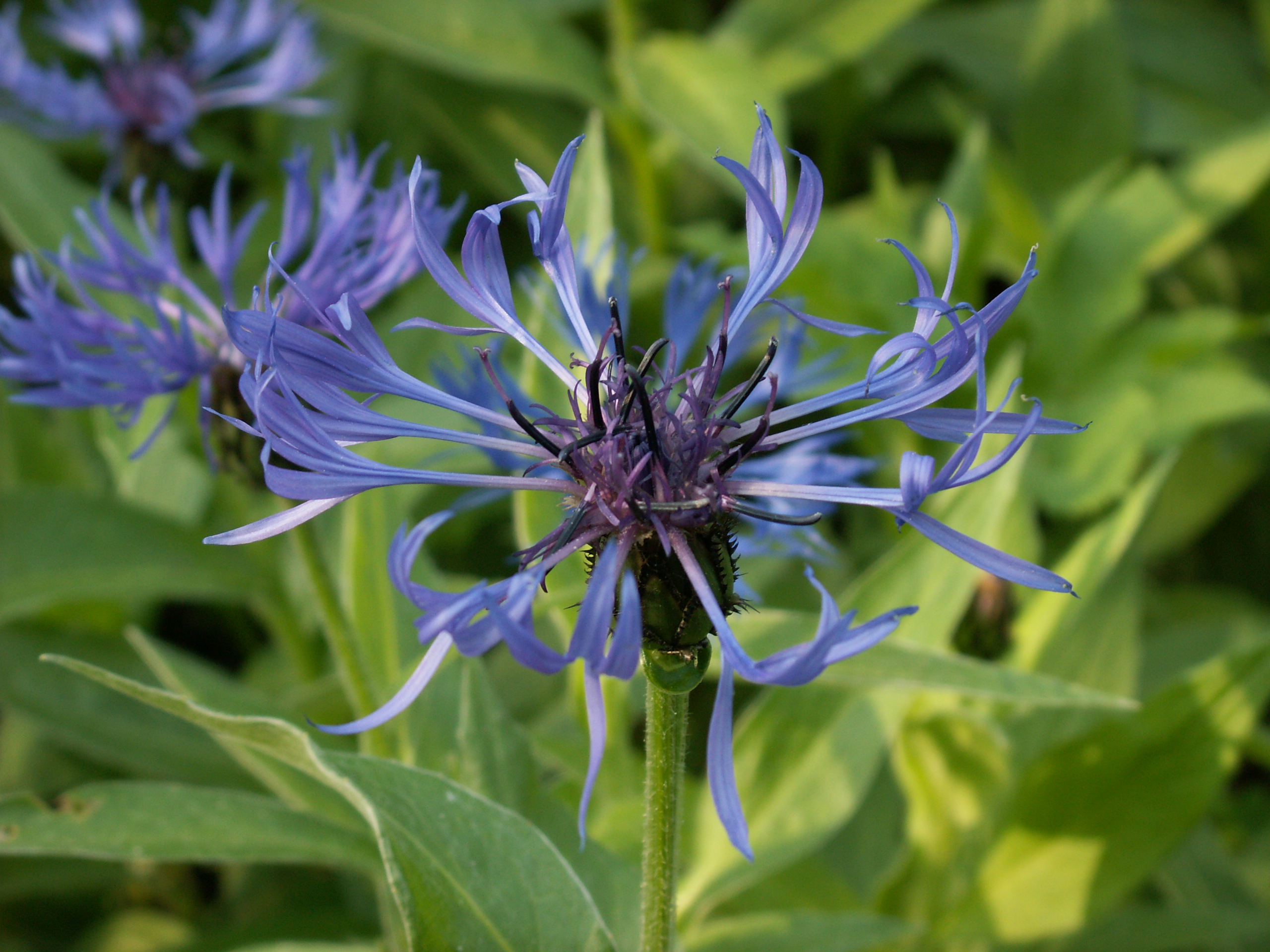
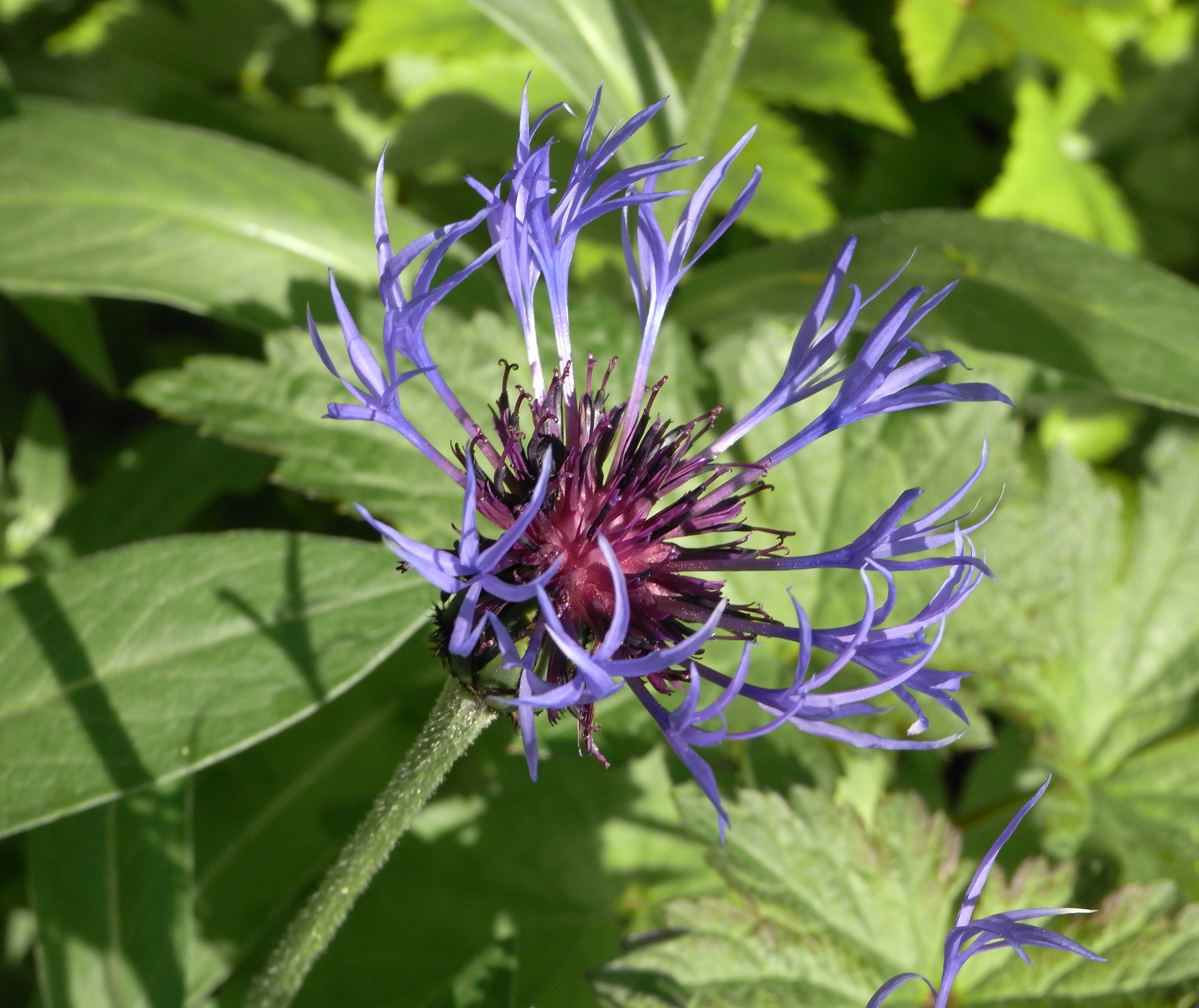
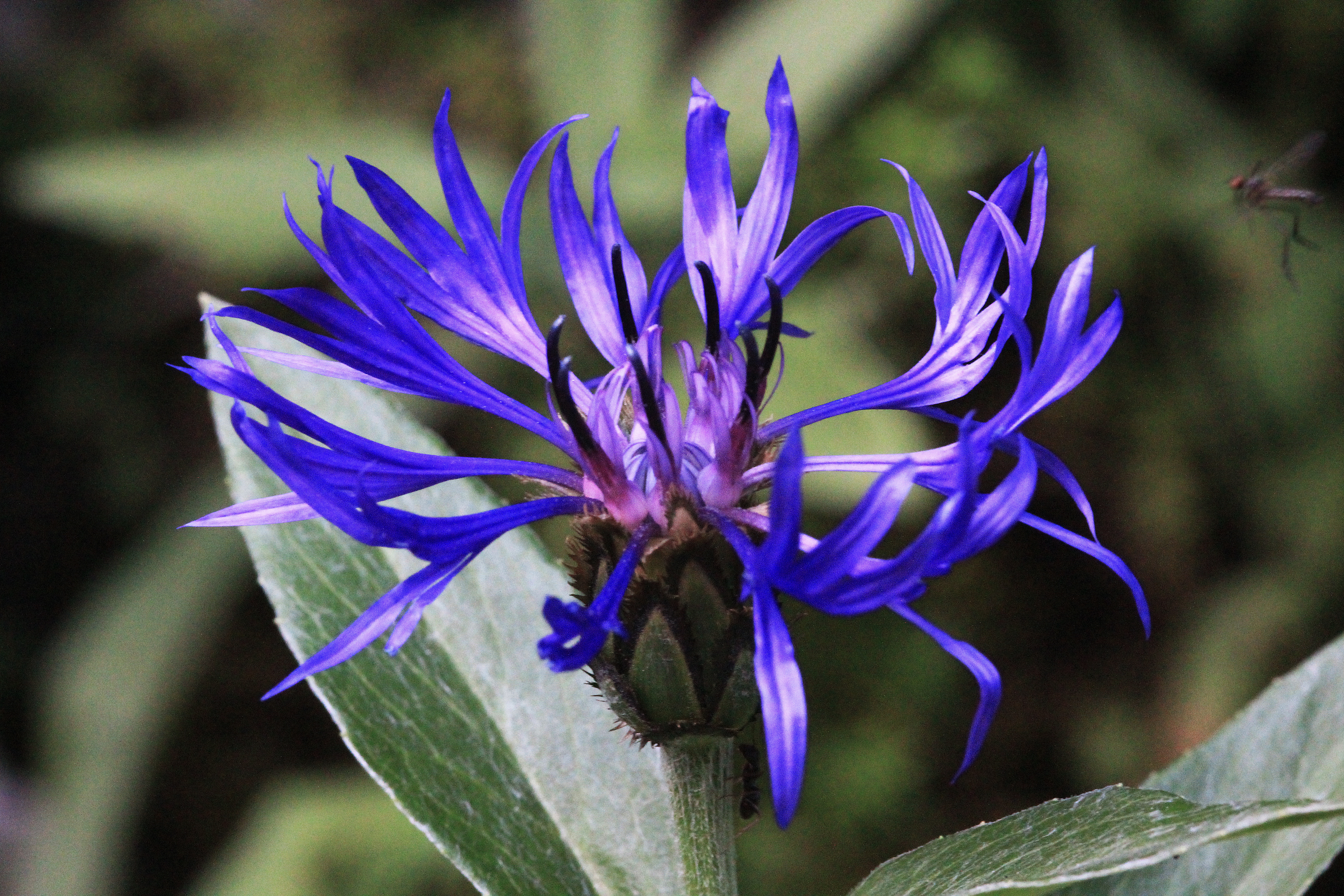
Pyrénées - Muséum de Toulouse